# Friedrich Detlev Georg Starklof
Friedrich Detlev Georg Starklof (* 12. Juli 1788 in Oldenburg; † nach 1841 im Vereinigten Königreich) war ein deutscher Verwaltungsjurist und Amtmann in oldenburgischen Diensten.
Friedrich Detlev Georg Starklof war der Sohn des herzoglichen Kammerdieners und späteren Oldenburger Postdirektors Christian Gottlieb Starklof (1740–1817) und seiner aus Ludwigsburg stammenden Frau Charlotte Burkhard. Nach dem Schulbesuch am Gymnasium in Oldenburg studierte Starklof 1809 gemeinsam mit seinem ein Jahr jüngeren Bruder Carl Christian Ludwig Starklof Rechtswissenschaften in Universität Göttingen und Heidelberg. Er gehörte in Heidelberg dem Corps Hannovera und in Göttingen der Frisia an.
1818/19 wurde er Kammersekretär in bei der Verwaltung des zu Oldenburg gehörenden Fürstentums Lübeck in Eutin. 1820 wurde er Amtmann in der oldenburgischen Exklave Landesteil Birkenfeld.
Von 1821 bis zu seiner Amtsenthebung 1840 war er Amtmann des Amtes Kaltenhof mit Sitz in Schwartau im Fürstentum Lübeck.
Zu Beginn seiner Amtszeit wird seine Amtsführung z. T. als umsichtig beschrieben, jedoch änderte sich dies später dahingehend, dass er, ohne Zurückhaltung zu üben, auf seinen eigenen Vorteil bedacht war. Dies führte letzten Endes zu Gesetzesverstößen, die seine Amtsenthebung zur Folge hatten. Einem Gerichtsverfahren kam er durch Flucht zuvor.
Die Flucht führte ihn mit seinen sieben Kindern (seine Frau Agnes Christine, geb. Picker, war am 10. November 1839 gestorben) zunächst nach England. Das weitere Schicksal ist nicht bekannt.